# Billstedt (métro de Hambourg)
Billstedt (en allemand : U-Bahnhof Billstedt) est une station de la ligne U2 et de la ligne U4 du métro de Hambourg. Elle se situe dans le quartier de Billstedt, dans l'arrondissement de Hambourg-Mitte, à Hambourg en Allemagne.

## Situation sur le réseau
La station Billstedt est le terminus de la ligne U4.

Plans des lignes
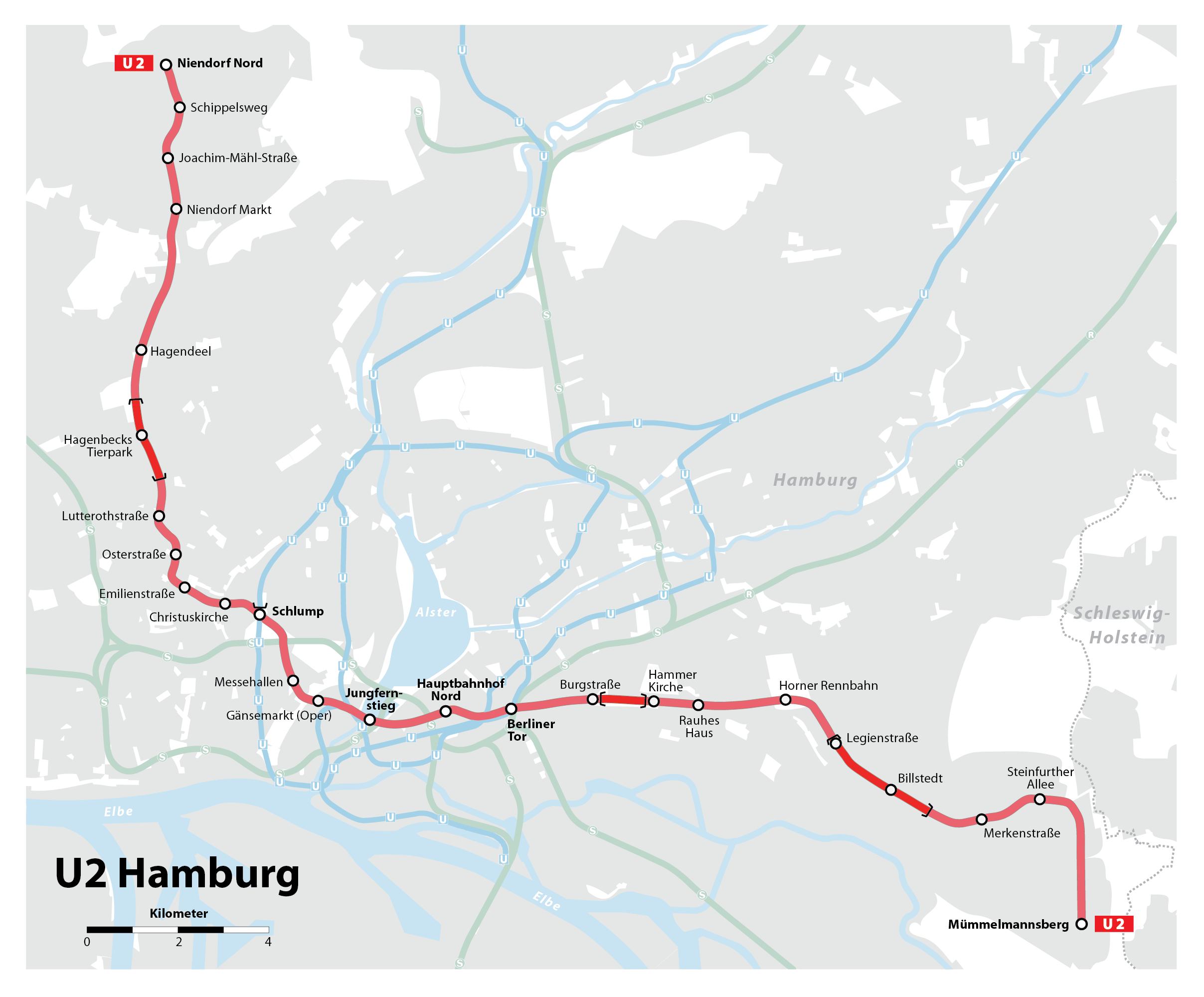
Ligne U2.
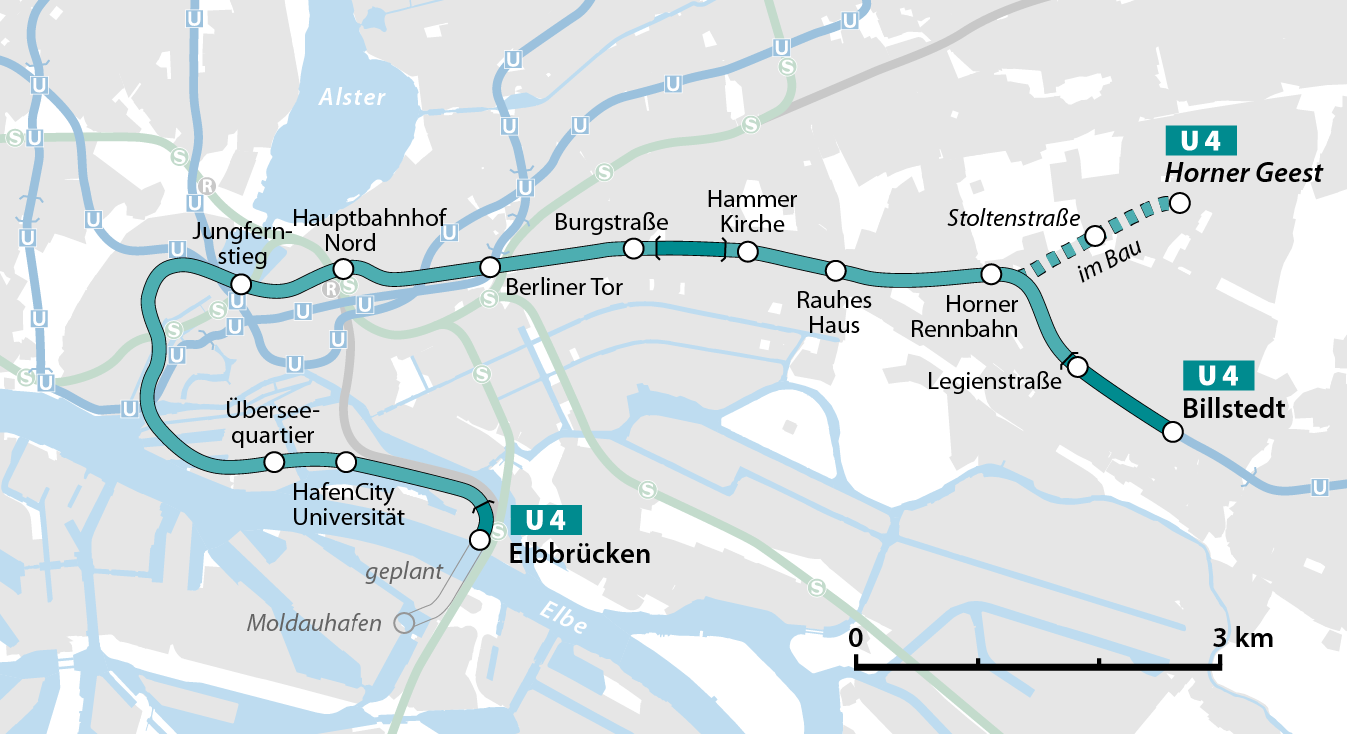
Ligne U4.

## Histoire
L'ouverture de la station, qui était prévue sous le nom de "Billstedter Platz", le nom du centre commercial voisin à l'époque, a lieu le 28 septembre 1969. Pendant six mois, l'arrêt est le point final de la ligne U3, qui était étendu jusqu'ici, jusqu'à l'ouverture de la station Merkenstraße le 31 mai 1970. Depuis un échange de branche en 2009, la ligne U2 circule sur cette branche de ligne. La U4, qui ouvre le 29 novembre 2012, s'arrête ici.
Les deux voies de plate-forme du milieu sont utilisées pour le chargement et le déchargement des trains d'appoint. Les plans originaux envisagent Billstedt comme une gare de jonction avec un service de fusion rendu possible par les quatre voies de plate-forme, une ligne derrière Merkenstraße devant être poursuivie vers Oststeinbek et Glinde. Une deuxième voie, non construite, devait mener par Kirchsteinbek à Mümmelmannsberg. Cela est abandonné, car Mümmelmannsberg est finalementconne cté en cours de route par Merkenstraße.
De 2007 à 2011, la gare routière est largement rénovée et la station de métro en même temps. Les rénovations coûtent au total environ 5,5 millions d'euros.
L'installation ouest est complétée par un atelier, achevée entre 2017 et 2020.

## Services aux voyageurs

### Intermodalité
La station de métro se situe dans une incision et est construite dessus comme un pont avec la gare routière, où de nombreuses lignes de bus urbains et de métro relient les parties environnantes de la ville avec le train express.
Il y a 92 places de stationnement pour vélos.